# Skärsjögylen
Skärsjögylen är en sjö i Ronneby kommun i Blekinge och ingår i Bräkneåns huvudavrinningsområde. Sjön är 10,2 meter djup, har en yta på 0,023 kvadratkilometer och befinner sig 74 meter över havet.